# Rogério Abreu
Rogerio de Abreu Dorneles (Santiago, Brasil, 13 de noviembre de 1971) es un actor y diseñador gráfico Brasileiro.

## Datos biográficos

### Infancia y adolescencia
Su padre, António Carlos Abreu,y su madre, Maria Fernanda Dias, son agricultores oriundos de municipios vecinos.
Desde una edad temprana, muestra su capacidad creativa , así como su hiperactividad, características que lo marcan a lo largo de su carrera y que aparecen antes de entrar en la escuela primaria.
Desde sus primeros pasos permanece en contacto con el mundo de la pintura al óleo, algo que resulta inexplicable e incomprensible para quienes lo rodean.
Sería, sin embargo, en el cursado de la escuela secundaria cuando esta tendencia se mostraría más evidente, y así surgen los primeras esculturas conocidas del autor.
Cuando tenía alrededor de 13 años, y con medios modestos, construyó su primera rueda de alfarero , no es extraño que sus comienzos sean en contacto con la arcilla que es tan abundante en los condados occidentales de Portugal . La primera influencia dentro de la cerámica creativa se produce en una visita con sus padres a la aldea / taller del gran maestro ceramista José Franco, en Mafra.

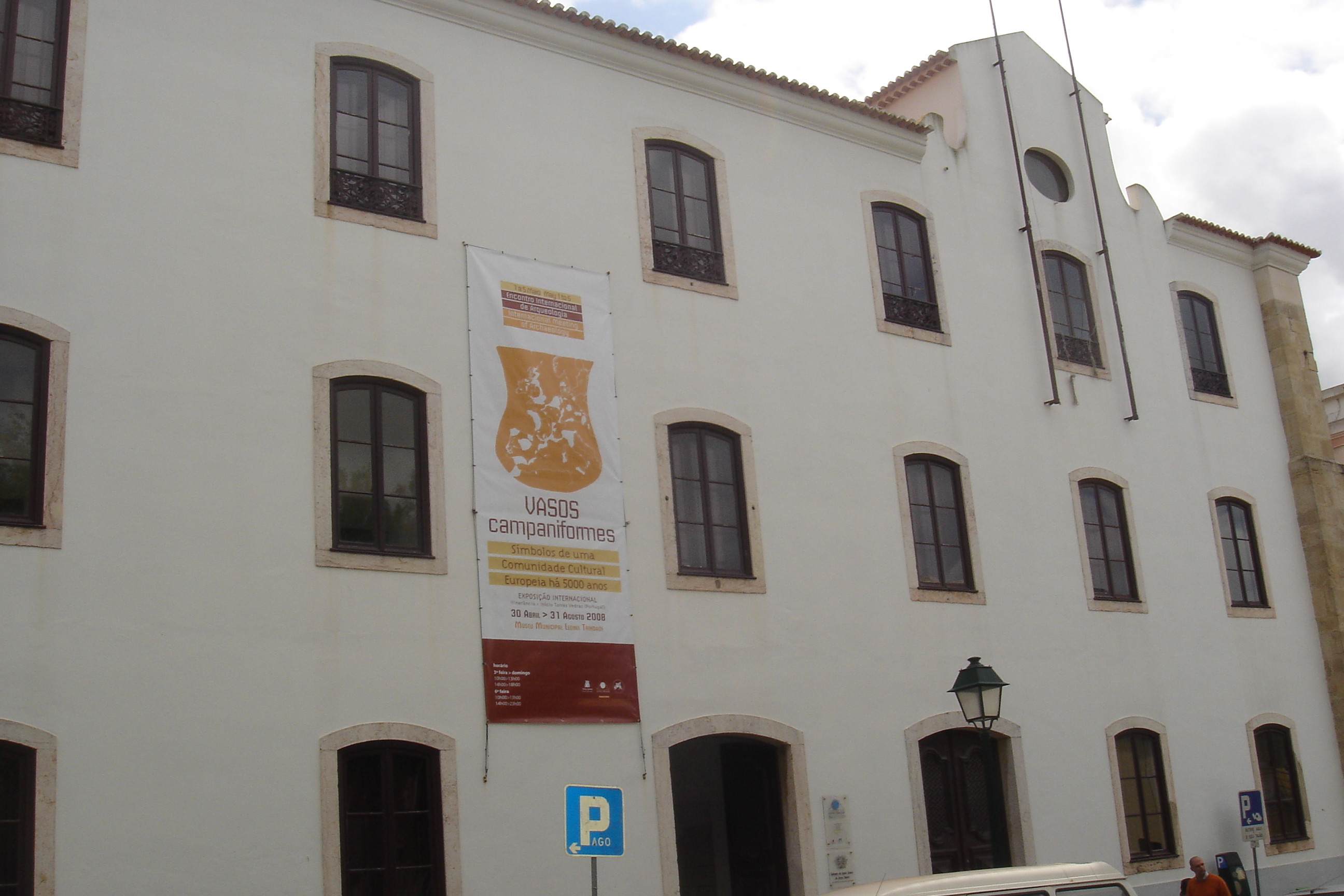
Fachada del Museo de Torres Vedras, que fue visitado asiduamente por Rogério Abreu

También en esa época, mostró su amor por libros y museos, y se convirtió en un visitante frecuente del Museo de la ciudad de Torres Vedras, y la Biblioteca Municipal.
También participó en los años ochenta en exposiciones de pintura, que en ocasiones se produjo en la ciudad, siendo él el artista más entregado.

## Vida Profesional y Cursos de Arte
Después de la secundaria, dada la escasez de recursos de la familia y el hambre de descubrimiento de conocimientos y aventuras, se aventura a emigrar a la Confederación Suiza (Ginebra / Vevey), donde permanece durante 7 años, tiempo en que mantuvo la actividad artística, así como experiencias en pintura y en porcelana, y realizando a un curso de dibujo en la Escuela de Assimil.
Mientras avanza en esta aventura en el extranjero, inició el diseño y la construcción de lo que sería su actual casa / estudio.
En 1992, regresó a Portugal, iniciando una ruta por la construcción civil, mientras terminaba su casa / estudio.
Siempre se mantiene la actividad artística, esta pasión se intensifica con tal fuerza a principios del año 2000, año en que forma su familia, que siente la necesidad de tomar una decisión: entregarse al arte, especialmente la escultura, en cuerpo y el alma, a tiempo completo.
Si es autodidacta, por lo que se refiere a la formación, la verdad es que, en su constante estudio encontró a los maestros: Rodin, Moore, Brancusi, Arp, Picasso, Julio González, Chillida, Oteiza, Isamu Noguchi, Serra y Juan Muñoz, entre otros artistas.
En su vida personal y artística, descubrió la naturaleza, como uno de los grandes maestros, y el trabajo como el mejor de sus auxiliares.
Escultor multidisciplinar, con respecto a los materiales, ha sido intenso el trabajo en diversas caminos , en los últimos ocho años.
Después de haber sido invitado a numerosas exposiciones en Portugal y en el extranjero, destacando, por ejemplo, su participaron en exposiciones en las ciudades de Málaga, Sevilla, Vitoria y París.

## Obras
Como ator participou do elenco da novela Mandacaru na Rede Manchete. 
Como designer criou vinhetas de aberturas e marcas para diversos programas de televisão como Big Brother Brasil, O Beijo do Vampiro, Coração de Estudante, Sitio do Pica Pau Amarelo, A Grande Família…